# سيفن أوف ناين
سيفن أوف ناين (أنييكا هانسن Annika Hansen) هي شخصية خيالية ظهرت في سلسلة أفلام الخيال العلمي ستار تريك: فوياجر . صُوِّرَ هذا الدور من قبل جيري رايان، وهي طائرة بدون طيار من نوع بروغ (Borg) والتي انضمت إلى طاقم سفينة الاتحاد فوياجر. تصنيفها الكامل من بورغ كان سيفن أوف ناين، وهي مساعد من الدرجة الثالثة إلى Unimatrix Zero One. بينما أصبح اسمها معروف بين زملاء عملها بعد أن انضمت إلى فريق فوياجر اختارت أن تبقى على اسمها، ومن الممكن استخدام اسم «سيفن» مع أصدقائها.
كُشفت شخصية سيفن في الجزء الرابع «العقرب الجزء الثاني» أنها استبدلت بشخصية كاس في فريق العمل الرئيسي، وكان القصد منه تقديم تناقض للكابتن كاثرين جانواي، على قرار الدور الذي يؤديه سبوك للكابتن كيرك في ستار تريك: السلسلة الأصلية. على الرغم من ظهور سيفن المتأخر في المسلسل إلّا أنها ظهرت في العديد من الحلقات. ظهرت الشخصية في آخر حلقة «نهاية اللعبة». وقد ظهرت في جميع أنحاء السلسلة قصص حول علاقتها مع كابتن جانواي Janeway، والطبيب في بعض الحلقات، مثل The Raven، استكشفت خلفيتها وحياتها السابقة مثل انييكا هانسن Annika Hansen قبل أن يُستحوذ عليها من قبل بورغ Borg.
تظهر شخصية سيفن Seven، الذي لعبته راين مرة أخرى، كشخصية متكررة في سلسلة ستار تراك: بيكارد. عُيِّنت سيفن Seven بعد مرور أكثر من عشرين عامًا على نهاية فويجر، وهي عضو في أبطال الفيرنس، وهي منظمة لحفظ السلام تنشط بالقرب من منطقة روملان المحايدة السابقة.

## تجربة الأداء والتصوير
قرر فريق الإنتاج بأنه يجب من الشخصية الرئيسية كاس Kas أن تنسحب من العرض بعد الموسم الثالث من سلسلة أفلام ستار تراك: فويجر. وُضع قرار في هذا الوقت على أن الكابتن كاثرين جاينواين يجب أن يكون لها شخصية متناقضة في المسلسل ولذلك طُوِّر سيفن اوف ناين Seven of Nine من أجل الدور. لقد كان عنصرًا أساسيًا سابقًا في ستار تراك أن يكون هنالك شخصية يمكن أن توفر وجهة نظر من رؤى شخص من خارج المكان على الحالة البشرية، والأمثلة السابقة بما في ذلك سبوك في ستار تريك: السلسلة الأصلية، و داتا في ستار تريك: الجيل التالي، وأودو في ستار تريك: ديب سبيس ناين.
بعد ما اختيرت للأداء، اعترفت الممثلة جيري رايان بأنها بالكاد شاهدت ستار تريك، ولم يكن لديها أي فكرة عن ماهية بروغ Borg. لإعدادها، أعطاها المنتجون نسخة من ستار تريك: أول اتصال وموسوعة ستار تريك في اليوم السابق من موعد اختبارها للجزء. طُلب إليها على وجه التحديد ألا تبني أداءها على ملكة بورغ من الفيلم لأنها كانت «حيوانًا مختلفًا تمامًا و[هم] كانوا يصنعون شيئًا جديدًا تمامًا». كانت تجربتها التمثيلية حتى هذه النقطة تتألف من أفلام تلفزيونية وظهور ضيف والسماوات المظلمة Dark Skies.

تألفت عملية الاختبار الخاصة بها من قراءتين للمنتجين قبل أن يُطلب من ريان الحضور للتحدث من خلال الجزء مع المنتجين التنفيذيين، جيري تايلور، ريك بيرمان، وبرانون براغا. بعد ذلك، اختبرت للشبكة وقيل لها أنها اختيرت. علقت على تجربتها في الانضمام إلى فريق فويجر، «لقد كان الأمر محرجًا بعض الشيء لأن طاقم الممثلين ظلوا معًا لمدة ثلاث سنوات بالفعل. وكانت إحدى الشخصيات الأصلية تُكتب إلى حد كبير في نفس الوقت الذي أضفت فيه. لكن كان فريق العمل رائعًا ومرحابًا للغاية». على الرغم من أنها كانت ترتدي مكياجًا مكثفًا في أول ظهور لها، بما في ذلك قطعة عين سقطت عندما تبتسم، إلا أن نظام المكياج المعتاد الخاص بها استغرق حوالي 45 دقيقة، مع إرفاق جهاز بروغ Borg فوق عينها يستغرق 15 دقيقة إضافية. عادة ما يستغرق تصفيف شعرها وقتا أطول من ذلك.
في السنوات التالية، كتب مؤلفو فويجر عدة حبكات تدور حول استكشاف سيفن للجوانب الإيجابية والسلبية للفردية البشرية. يُنظر إلى الطبيعة السايبورغية للشخصية على أنها تمثل تحديًا «للمفاهيم البسيطة للوصلات / الانفصال بين الأجسام». أكدت ريان أن الموضوع الرئيسي حول سيفن كان «الإنسانية» وذكرت أن شخصيتها كانت محورية في نجاح العرض، لأنها «جلبت الصراع إلى العرض، والذي كان يفتقر إليه للأسف. ... كان طاقم فويجر عائلة كبيرة وسعيدة». بعد إضافة طائرة بروغ Borg بدون طيار السابقة إلى طاقم المركبة الفضائية في بداية الموسم الرابع من فويجر، زادت معدلات المشاهدة الأسبوعية للعروض بأكثر من 60٪. رافق وصول ريان إلى البرنامج حملة دعائية ضخمة في مجلات تلفزيونية وملاحق صحفية. اعتقدت رايان أن الزيادة ربما كانت بسبب الطريقة التي بدت بها الشخصية، لكنه أكد أن هؤلاء المشاهدين قد احتُفِظَ بهم من خلال الكتابة في العرض.
وأشارت أيضًا إلى أن «الجمع بين الصفات غير البشرية مع المظهر الإنساني الجذاب»، كما في شخصية سيفن Seven، كان خطوة رائعة من قبل المنتجين. شعرت أن الكتاب قاموا بعمل جيد في عدم دفع الشخصية لتكون أكثر إنسانية وأن يدخل سبعة في علاقات في العرض. كانت رايان تشعر بالقلق من أنها قد تتحول إلى «مغامرات سيفين الجنسية على فوييجر». فيما يتعلق بالتصوير، قالت إن «الحفاظ على الوجه المستقيم» أثناء إظهار المشاعر المكبوتة كان تحديًا ممتعًا. فيما يتعلق بزيها المكون من قطعة واحدة، علقت رايان بأنه غير عملي للغاية وغير مريح، ولكنه يستحق مكافأة تصوير شخصية مثل سيفن Seven. في مقابلة مع كونان أوبراين، اعترفت جيري رايان أن السبب في أن زيها ضيق الجلد هو مساعدة سيفن اوف ناين Seven of Nine على تجديد الجلد البشري.
على الرغم من أن سيفن Seven قُدمت في الأصل كشخصية متناقضة للكابتن جاين واين، حيث أثبت الاثنان أنهما خصمان للغاية، فقد اكتسبوا الاحترام المتبادل مع مرور الوقت. وصفت رايان لاحقًا هذه العلاقة بأنها علاقة بين الأم وابنتها في العرض، على الرغم من أنها قالت إن الكتاب تمكنوا من تحويل الشخصية إلى أكثر من مراهقة جامحة. ومع ذلك، فإن إدراج سيفن اوف ناين Seven of Nine كشخصية أساسية في العرض إلى جانب جاين واين والطبيب تعرض لانتقادات من قبل ممثلين آخرين مثل روبرت بيلتران، الذي لعب دور شاكوتاي Chakotay. لقد شعر أنه تغاضى عن شخصيته، إلى جانب هاري كيم وتوفوك ونيليكس. مع اقتراب نهاية المسلسل، أشارت رايان إلى أنها «تحب أن تفعل شيئًا بدون مؤثرات خاصة أو لاصق مطاطي على وجهي، سيكون تغييرًا لطيفًا في الوتيرة».
بعد نهاية فويجر، انضم رايان إلى فريق العمل الرئيسي في بوسطن العامة، حيث قارن شخصيتها الجديدة في روني مع سيفن اوف ناين Seven of Nine، قائلة «[ سيفن Seven] كانت لديها كل هذه المشاعر التي لم تكن مرتاحة للتعبير عنها، ولم تعرف كيف تعبرعنهم؛ روني، شخصيتي في مسلسل بوسطن العامة، مرتاحة جدًا في التعبير عنها، وهي حرة في استخدام تعبيراتها، على ما أعتقد. لذا سيكون الأمر ممتعًا للغاية. سيكون أكثر حرية بكثير، بقدر أسلوب التمثيل». قالت رايان إن لديها عدة حلقات مفضلة من سبع من تسع حلقات، بما في ذلك «الهدية» و«الغراب» و«الاشمئزاز» و«الصيادون» و«الفريسة» والمكون من جزأين «لعبة القتل».

### قضايا الملابس والتصوير
زيها الأولي كما رأينا في «العقرب» والحلقة التالية، «الهدية»، رأت سيفن اوف ناين Seven of Nine على أنها بورغ كاملة. استغرق هذا الزي حوالي ساعتين ونصف الساعة لدخول رايان، ولكن حدث خطأ في قياس الزي من خلال عدم مراعاة الأطراف الصناعية التي كان يتعين عليها ارتدائها للجزء. أدى هذا إلى قطع إمداد الدم عن طريق الشريان السباتي، مما تسبب في إغماءها في مناسبتين. بعد استدعاء ممرضة مرتين لتزويدها بالأكسجين، عُدّل الزي لمنع حدوثه مرة أخرى.
بمجرد إزالة معظم غرسات بروغ Borg من الشخصية، كان مطلوبًا زيًا جديدًا. ارتدت رايان بذلة فضية في الحلقات القليلة الأولى، قال المخرج خيسوس سلفادور تريفينيو إنه أثناء تصوير حلقة «يوم الشرف» تسبب في مشاكل لأن «أي زاوية للكاميرا تقريبًا ستكشف عن جنسها». وصفت رايان الزي الجديد بأنه «دافئ قليلاً»، وارتدت قطعة تشبه الكورسيه التي أعطت مظهر الضلوع الميكانيكية. كان هناك إصدار واحد على الأقل من الزي يحتوي على مشد مدمج فيه. من أجل منحها ارتفاعًا أكبر، كانت الأحذية التي تشكل جزءًا من زيها ذات كعب عالٍ تبلغ أربعة بوصات (10 سم). قالت في مقابلة عام 2012 إن البدلة التي صممها مصمم الأزياء روبرت بلاكمان كانت «إنجازًا هندسيًا»، لكنها تطلبت إيقاف الإنتاج لمدة 20 دقيقة إذا احتاجت إلى استخدام المرحاض، لأنها كانت بحاجة إلى ذلك الوقت بالإضافة إلى المساعدة للدخول والخروج منه. قالت إنها كانت ملائمة للغاية وتعانق الشكل لدرجة أنه «ربما كان أيضًا طلاءً للجسم». أدى الوقت الطويل الذي استغرقته في استخدام الحمام إلى عدم شرب الممثلة لأي سوائل، مما جعلها تشعر بالإرهاق.
أشادت تريفينيو بالتغييرات اللاحقة التي طرأت على زيها من أجل الحد من ميولها الجنسية، قائلةً «إنه منطقي أكثر، لأنها لا تزال شخصًا جذابًا، لكنك تبتعد بعد ذلك عن تلك الأشياء المثيرة للإعجاب التي أعتقد أنها مهينة للغاية ليس فقط للجمهور، لكنه نوع من الإهانة لما تدور حوله ستار تريك»  The later versions of her costumes still required 20 minutes to get into before filming could start. لا تزال الإصدارات اللاحقة من أزياءها تتطلب 20 دقيقة قبل أن يبدأ التصوير، لكن ريان قالت إنها كانت أكثر تسامحًا، «في الزي الفضي، إذا أصبت بالقشعريرة، يمكنك رؤيتها. الزي البني أسمك، قماش أقوى. إنه ليس شديد الالتصاق، لذا لا داعي لربط الخصر بداخله». قام هذا الإصدار من الزي أيضًا بإزالة العظام الرأسية للمشد، مما سمح لريان بمزيد من المرونة أثناء ارتدائه 
واحدة من القطع الرئيسية المتبقية من تقنية بروغ Borg التي استمرت رايان في ارتدائها للجزء هو ما وصفته بأنه «هذا الشيء الصغير فوق عيني». كان هذا لأن المصطلح الذي يشير إليه في الحلقات سيتغير اعتمادًا على الكتاب والحلقة نفسها، أوضحت أنه «في بعض الأحيان، يكون زرع قشري».

## الظهور
ظهرت شخصية سيفن اوف ناين Seven of Nine في ستار تراك: فويجر بين عامي 1995 م و2001 م ، وفي عام 2020 م في ستار تراك: بيكارد.

### الخلفية
شُرحت قصة شخصية سفن اوف ناين Seven of Nine الخلفية خلال مسار ستار تراك: فويجر Star Trek: Voyager. ولدت في مستعمرة تيندارا في ستار دايت 25479 إلى ماغنوس وارين هينسن، وسميت بأنيكا. في سن الرابعة، حصل والداها على USS Raven من ستارفليت لمساعدتهما في التحقيق في وجود نوع غير معروف في الفضاء الواسع. استغرقت هذه الرحلة ثلاث سنوات واجهوا خلالها نهر بورغ، وباستخدام قناة ترانس راب، تبعوا مكعبًا إلى دلتا كوادرانت Delta Quadrant. طور والد أنيكا تقنية للسماح للسفينة بالبقاء غير مكتشفة من قبل الفضائين، وحتى للسماح لهم بالصعود إلى سفينة بورغ؛ ولكن بعد أن ضربت عاصفة أيونية السفينة، اكتشفت بورغ العائلة واستحوذوا عليهم.
وُضعت أنيكا في غرفة النضج في بورغ خلال السنوات القليلة التالية، والتي انضمت خلالها إلى المجموعة. بعد ذلك، كانت طائرة بدون طيار من طراز بروغ Borg واستوعب أفراد من عدد من الأنواع، بما في ذلك أحد أفراد الطاقم من سفينة ماليبورن المتحدة في معركة Wolf 359 على طائرة ستار ديت 43989.1. بعد ذلك بعامين، تحطمت سيفن اوف ناين Seven of Nine مع ثلاث طائرات بدون طيار أخرى على كوكب وفصلوا عن تجمع البورغ. تسبب هذا في ظهور شخصياتهم الفردية مرة أخرى مع مرور الوقت، مما تسبب في ذعر سيفن Seven بسبب قلة خبرتها بالاعتماد على نفسها، وخلق عقل خلية مؤقت بين الأربعة منهم حتى استردوا من قبل Borg.

### ستار تراك: فويجر

#### الانضمام إلى طاقم العمل في «العقرب»
في بداية الموسم الرابع ظهرت لأول مرة شخصية سيفن اوف ناين Seven of Nine في الجزء الثاني من "Scorpion". اختيرت من قبل البروغ Borg للتواصل شفهيًا مع القبطان جانواي Janeway حتى يتمكنوا معًا من تطوير سلاح لهزيمة الأنواع 8472. بعد أن دمر مكعب البروغ Borg نفسه لإنقاذ الافويجر، تنقل سيفن Seven على متن سفينة الاتحاد. أصيبت جانواي Janeway، وتركت شاكتوي في القيادة - لكنه لا يثق في سيفن Seven والبروغ Borg وبعد أن رفض العمل معها، أرسلت السفينة إلى فضاء فلويديك لإجبارهم على تطوير السلاح. قبل القيام بذلك مباشرة، قام شاكتوي بفك ضغط خليج الشحن، مما أدى إلى مقتل البروغ Borg المتبقية باستثناء سيفن Seven.
تتعافى جانواي Janeway وتعمل مع سيفن Seven والطبيب لتطوير السلاح وهزيمة هجوم من قبل الأنواع 8472. مع انتهاء تحالفهم، حاولت سيفن Seven ان تستوعب الطاقم لكنهم تجاوزوا ارتباطها العصبي بالمجموعة. على مدار الحلقة التالية، «الهدية»، يزيل الدكتور حوالي 70٪ من غرسات بورغ من سيفن Seven لأن جسدها قد بدأ برفض التكنولوجيا بمجرد قطع اتصالها بمجموعة تجمع البورغ. سيفن Seven تغادر خليج المرضى للمساعدة في إصلاح السفينة، وأثناء عملها حاولت التواصل مع المجموعة، لكن كاس Kas أوقفتها. ثم توضع في السجن حيث تجري مع الكابتن جانواي Janeway مناقشة من القلب إلى القلب. بعد رحيل كاس Kas، حاولوا دمج سيفن Seven في الطاقم.
تدخل سيفن Seven على الفور في صراع مع كبير المهندسين بإيلينا تورروس B'Elanna Torres في «يوم الشرف» وتعرض Voyager للخطر عندما يسرق كاتاتي Caatati محرك الالتواء ويحتجزه كرهينة للإمدادات وسيفن Seven نفسها. وبدلاً من ذلك، قامت ببناء مولد للثوريوم لتشغيل سفينتهم، والتي تقبلها كاتاتي Caatati في مقابل القلب والسماح بإنقاذ توريس والملازم توم باريس. في فيلم «الغراب»، تقوم سيفن Seven بتجربة رؤى Borg والغراب، ومن ثم تسرق مكوكًا ويتجه إلى فضاء بومار B'omar القريب. لن يسمح الفضائيون لـ Voyager بدخول فضائهم، لكن توفوك Tuvok وباريس Paris يعبرون الحدود في مكوك آخر ويتجهون في المطاردة. تنتقل Tuvok عبر مكوك سيفن Seven، حيث تشرح أنها تتبع منارة صاروخ موجه. يتوجهون إلى كوكب حيث تحطمة سفينة رايفين المتحدة Raven على السطح. يتنقلون للأسفل وتتعرف عليه سيفن Seven على أنها سفينة والديها. هجوم بومار B'omar لكن الفوييجر Voyager تأتي لمساعدتهم ويغادر الطاقم. أخبرت جانواي Janeway سيفن Seven أن سجلات أبحاث والديها موجودة في بنوك بيانات السفينة؛ وسيفن Seven أجابت أنها قد تقرأها يوماً ما.
بعد مرور بعض الوقت، تبدأ سيفن Seven في التساؤل عن سبب استمرار الكابتن جانواي Janeway في الاتصال بالأنواع الغريبة أثناء عودتها إلى الأرض، حيث يؤدي ذلك غالبًا إلى وقوع حوادث. توضح جانواي Janeway أن الغرض من Voyager هو الاستكشاف وستواصل هذه المهمة على الرغم من أي مشاكل قد تحدث. أثناء العمل في مجال القياس الفلكي، تكتشف سيفن Seven نظامًا أساسيًا قديمًا للاتصالات الفضائية التي تربط كل طريق العودة إلى حدود فضاء الاتحاد. ينتج عن هذا أول اتصال ناجح مع ستارفليت Starfleet منذ أن تقطعت السبل ب Voyager في Delta Quadrant، على الرغم من أنه يؤدي أيضًا إلى إثارة غضب جنس فضائي عند الاتصال الأول؛ كان الهيروجين Hirogen قد ادعى المنصة الخاصة بهم. يتلقى الطاقم بعد ذلك رسائل من المنزل من خلال المصفوفة، لكن السفينة مهددة مرة أخرى من قبل الهيروجين Hirogen. ينقل Tuvok وسيفن Seven على متن المصفوفة لتسريع تنزيل الرسائل، لكن يؤسروا ويعذبوا من قبل الأجانب. أُنقذوا بواسطة Voyager، لكن مجموعة الاتصالات دمرت. عندما عثر الطاقم على عضو من الأنواع 8472 يُصطاد بواسطة Hirogen، تتردد سيفن Seven في مساعدة عدوها السابق لأنها ستعرض السفينة لخطر التدمير من Hirogen. عندما يهدد الهيروجين Hirogen سفينة Voyager، تعصي سيفن Seven أوامر Janeway وينقلون الفضائي على متن سفينة Hirogen. رداً على ذلك، يعاقبها القبطان بتقييد وصول جهاز الكمبيوتر الخاص بها وفرض حظر التجول عليها في منطقة الشحن حيث تنشأ وحدة تجديد Borg الخاصة بها.
في فيلم "Retrospect"، تسبب الطبيب بطريق الخطأ في جعل سيفن Seven تسترجع ذكريات مكبوتة عندما كانت Borg. إنها تضفي هذه الذكريات على أجنبي قابلته للتو، وتسعى السلطات المحلية إلى اعتقاله. أدرك الطاقم ما حدث، لكنه قُتل قبل أن يقال له إنه بريء. خلال أحداث "The Killing Game" حيث استولى Hirogen على Voyager ووضع الطاقم في الهولودك لممارسة الصيد، غُسل دماغ سيفن Seven ليعتقد أنها كانت مغنية نادي فرنسي أثناء الاحتلال النازي لفرنسا. إنها أول عضو في الطاقم أعاد الطبيب ذكرياتها، وتساعد جانواي Janeway في تحقيق هدنة مع هيروجين Hirogen. يختلف جانواي Janeway وسيفن Seven مرة أخرى في «توجيه أوميغا» حول ما يجب فعله عندما تكتشف السفينة جسيمات أوميغا غير مستقرة في مكان قريب. يريد الكابتن تدميرهم بموجب أوامر Starfleet الدائمة، بينما يسعى سيفن Seven لتسخيرهم حيث يعتبر Borg أن الجسيمات قريبة من الكمال. يتعين على سيفن Seven فيما بعد التعامل مع سلسلة من الهلوسة والوحدة أثناء مساعدة الطاقم على عبور سديم مليء بالإشعاع في «واحد». أدت هذه التجربة إلى سعيها وراء رفقة أفراد الطاقم الآخرين بشكل متكرر. ثبتت صحة شكوكها في Arturis في "Hope and Fear" عندما كشف أنه كان يسعى للانتقام من طاقم Voyager لتحالفهم السابق مع Borg من خلال إنشاء سفينة دانتلس المتحدة وهمية ومحاولة إعادتهم إلى مجمع البورغ حيث يريدون أن يستوعبوا.

### العلاقات
تتناول بعض الحلقات الحياة الرومانسية لسيفن Seven، والتي كانت محدودة بسبب تأثيرها على مشاعرها لكونها جزءًا من Borg. في وقت من الأوقات تقترح هاري كيم، لكنه رفضها. في وقت لاحق، بمساعدة الطبيب، حاولت مواعدة طاقم آخر دون جدوى، بينما كانت تستكشف لاحقًا العلاقات الحميمة مع صورة ثلاثية الأبعاد لشاكوتاي Chakotay. أخيرًا، في "Endgame"، تشارك في علاقة رومانسية مع لشاكوتاي Chakotay تتضمن ثلاثة مواعدات على الأقل وقبلة أولى. في جدول زمني بديل، تزوجا قبل وفاتها، وفي جدول زمني آخر قُتلت مع بقية طاقم فوييجر («تايمليس»).
خاضت سيفن Seven تجربة الامومة إلى حد ما، في حلقة «الطائرة بدون طيار»، حادثة مؤثرة تجمع بين روبوتها النانوي وجهاز الطبيب هول. ينتج عن هذا إنشاء One، بورغ بتقنية القرن التاسع والعشرين، والتي تساعد سيفن Seven على التكيف مع الحياة على متن Voyager. يضحي أحدهم بحياته لتدمير كرة بورغ وحماية السفينة، ويموت عندما تكون سيفن عاطفية. في المستقبل البديل الذي يظهر في فيلم "Timeless"، ماتت Seven of Nine والغالبية العظمى من طاقم Voyager. باستخدام جهاز الإرسال الزمني Borg، تمكن شاكوتاي Chakotay وهاري كيم Harry Kim من إرسال المعلومات في الوقت المناسب إلى سيفن Seven لمنع تدمير السفينة. كُشف عن المزيد من تاريخ سيفن Seven في البورغ Borg بسبب جهاز Borg المعدل الذي زرعه نوع غريب، بدأت في عرض ذكريات بعض الأشخاص الذين استوعبتهم. بعد تعطيل بإيلينا تورروس B'Elanna Torres للجهاز، تعود سيفن Seven إلى وضعها الطبيعي.
أثناء التحقيق في كرة Borg التالفة في "Dark Frontier"، تسمع سيفن Seven صوت المجموعة مرة أخرى وترفض العودة إلى Voyager. بدلاً من ذلك، تُعاد إلى فضاء Borg حيث تلتقي مع Borg Queen، التي تكشف أن تأسيس سيفن Seven كفرد كان جزءًا من خطة لاستخدام ذكرياتها للسماح لـ Borg باستيعاب الإنسانية. ساعدت ملكة البورغ في البداية سيفن Seven في استيعاب نوع جديد، وبعد بعض العصيان، قامت بعملها على الميكروبات النانوية المصممة لاستيعاب البشر. تكتشف سيفن Seven أن والدها مندمج واحتفظ به كواحد من الطائرات بدون طيار الشخصية للملكة. في هذه الأثناء، تعمل Voyager على خطة لإنقاذها، واستخدام طائرة الدلتا Delta Flyer للاقتراب من السفينة بالقرب من القارب بحيث يمكن للكابتن Janeway نقلها على متنها. يعمل سيفن Seven وJaneway معًا للهروب من الملكة وسرقة التكنولوجيا التي تقلل المسافة إلى الأرض بمقدار 15 عامًا. حاولت لاحقًا تطوير تجربتها الرومانسية، حيث عملت مع الطبيب في حلقة "Someone to Watch Over Me".
أصبحت سيفن Seven متورطة في مؤامرة السفر عبر الزمن عندما يسحبها الكابتن براكستون من سفينة الاتحاد الزمنية USS «النسبية» من الجدول الزمني للمساعدة في منع تدمير Voyager. السفر له آثار على جسدها، وتموت، مما أدى إلى سحب نسخة سابقة من الوقت. أثناء التحقيق، تبين أن براكستون نفسه هو من زرع قنبلة على متن السفينة، ومع طاقم السفينة، تمكنت الكابتن جانواي Janeway من إلقاء القبض على براكستون قبل أن يقوم بزرع الجهاز. تلاقت سيفن Seven مع ثلاثة من Borg السابقة والتي شكلت معها سابقًا مجموعة مصغرة بعد تحطم سفينتهم الاستكشافية على كوكب ؛ حيث استوعب الثلاثة الآخرين كبالغين، تركها اندماج سيفن Seven في الطفولة مذعورًا بسبب انفصالها عن المجموعة ومواجهة فردية لم تكن تعرف كيفية التعامل معها بمفردها. لقد فرضت هذه المجموعة عليهم لأنهم أصبحوا أفرادًا، مما تسبب في الحفاظ على ترابط ذهني للثلاثي حتى بعد انفصالهم في نهاية المطاف عن بقية منطقة بورغ. خلال مسار «غريزة البقاء»، يُنهى الارتباط، مما يتسبب في توقع موت كل من عائلة بورغ السابقة في غضون شهر.

### ستار تراك: بيكارد
ظهرت سيفن اوف ناين Seven of Nine كشخصية متكررة في Star Trek: Picard. تلاحظ ريان أن صورت «أكثر إنسانية» وطوّرت إيقاعًا حديثًا جديدًا ليعكس عقدين من الزمن تعيشها الشخصية على الأرض.
في عام 2386، بعد تسع سنوات من عودة USS Voyager إلى الأرض، اختطف ابن سيفن Seven البديل إيشب Icheb من قبل حصادات Borg. حاولت سيفن Seven أن تنقذه لكنهم وصلوا بعد فوات الأوان، ووجدوه مصابًا بجروح قاتلة. مات إيشب Icheb بين ذراعي سيفن Seven بعد أن استجابت لطلبه بالقتل الرحيم. في مرحلة ما، انضمت سيفن Seven إلى Fenris Rangers، وهي منظمة لحفظ السلام نشطة بالقرب من منطقة Romulan المحايدة السابقة.
في 2399 سيفن Seven تلاقت مع جان لوك بيكار وطاقم لاسيرينا في طريقهم إلى كوكب فريكلاود. تساعد سيفن Seven بيكارد Picard في محاولته لإنقاذ الدكتور بروس مادوكس Bruce Maddox من بيجزل Bjayzl، وهي سيدة أعمال مجرمة، من خلال تقديم نفسها كمكافأة. تبين أن نوايا سيفن Seven الحقيقية هي قتل بيجزل Bjayzl، التي كانت مسؤولة عن وفاة إتشيب. يعتقد بيكارد أنه قادر على أن يبعد سيفن Seven من محاولة قتل بيجزل Bjayzl، ويعودون إلى لاسيرينا مع مادوكس. تناقش هي وبيكارد الصعوبة المتبادلة بينهما لاستعادة إنسانيتهما بعد أن استوعبهما البورغ، وتنزل تحت ذريعة الانضمام إلى رينجرز، لكنها في الواقع تنتقل مرة أخرى إلى السطح وتبخر بيجزل Bjayzl.
يصل سيفن Seven إلى Artifact، وهو مكعب Borg معطل استولى عليه الرومولان، بعد استدعائه من قبل صديق بيكارد الينور. لإنقاذ Borg السابقة على متن السفينة من الإعدام على يد روملانس Romulans، قامت بتوصيل نفسها مؤقتًا بالمكعب الموجود داخل جناح الملكة، لتتولى دور ملكة البورغ Borg Queen. تفعل هذا على الرغم من القلق بشأن الحفاظ على السيطرة: "سيفن اوف ناين Seven of Nine: استوعبهم؟ غزو عقولهم؟ قمع هوياتهم، واستعبدهم؟ مرة أخرى؟
النور: يمكنكم إطلاق سراحهم عندما نفوز.
سيفن اوف ناين Seven of Nine: لن يرغبوا في إطلاق سراحهم. وأنا ... قد لا أرغب في إطلاق سراحهم".
على الرغم من مخاوفها، انفصلت سيفن Seven لاحقًا عن نفسها بعد طرد قوات رومولان من المكعب، قائلة إن «أنيكا» لا يزال أمامها عمل لتقوم به. لقد أحضرت المكعب إلى وطن سوجي كابليكوس Coppelius، لمساعدة Picard، لكنه تحطم على السطح بعد تعطيله بواسطة دفاعات الكواكب. عندما يصل رومولان أرمادا Romulan armada إلى الكوكب لتدمير المواد التركيبية، يحاول عميل رومولان ناريسا الوصول إلى أسلحة المكعب لتدمير لا سيرينا La Sirena، ولكن يُدفع من الحافة بواسطة سيفن Seven. بعد طرد رومولان أرمادا، تنضم سيفن Seven إلى طاقم La Sirena وتشاهد ممسكة بيد رفيق بيكارد رافتي Raffi.
سيظهر سيفن Seven في الموسم الثاني.

### الروايات والكوميديا وألعاب الفيديو
بعد تبديل خصائص Star Trek المصورة إلى شركة وايلدستورم WildStorm، كان أول فيلم كوميدي أصدر هو Star Trek: Voyager - False Colors. ظهر هذا في فيلم سيفن اوف ناين Seven of Nine في دور بارز، حيث قام الطاقم بالتحقيق فيما يبدو أنه سفينة من طراز Borg.
ظهرت Seven of Nine في كاريكاتير ستار تراك، كما هو الحال في Star Trek من IDW Publishing: The Next Generation - Hive. كما واصلت دورها كشخصية رئيسية في إعادة إطلاق رواية فوييجر.
بعض الروايات التي تتميز بشخصية سيفن اوف ناين Seven of Nine تشمل Seven of Nine بقلم كريستي جولدن، وNo Time Like the Past بقلم جريج كوكس، وShadow بقلم دين ويسلي سميث، وThe Nanotech War بقلم ستيفن بيزكس، و The Farther Shore بقلم كريستي جولدن، وقبل Dishonor بواسطة بيتر ديفيد. يوجد أيضًا كتاب نصي يضم ست حلقات تلفزيونية تسمى Becoming Human: The Seven of Nine Saga.
أول لعبة فيديو ظهرت فيها شخصية Seven of Nine كانت Star Trek: Voyager - Elite Force. ومع ذلك، على الرغم من أن بقية الممثلين الرئيسيين يعبرون عن شخصياتهم، إلا أن جيري رايان لم تقم بالتعبير بالصوت عن شخصية سيفن Seven. بدلاً من ذلك، عُبّر عن الشخصية بواسطة جوان بودينهاجن Joan Buddenhagen، مع إضافة حزمة صوت رايان جنبًا إلى جنب مع توسع في اللعبة. كما توفرت كتنزيل مجاني لأولئك الذين لم يشتروا حزمة التوسيع. عبّرت جيري رايان أيضًا عن الشخصية في توسعة Delta Rising إلى Star Trek Online، وهي لعبة لعب الأدوار متعددة اللاعبين عبر الإنترنت (MMORPG). عينت اللعبة بعد نهاية سلسلة Voyager الأصلية، مع وضع القصة على سيفن Seven على متن سفينة كاليستو المتحدة كمستشار علمي لأسطول الاتحاد الذي يعود إلى Delta Quadrant. عندما سُئلت ريان عن العودة بصفتها سيفن Seven للمشاركة في اللعبة في مؤتمر Destination Star Trek 3 في لندن بإنجلترا، قالت «لقد كانت ممتعة وممتعة بشكل مدهش، لقد كانت مناسبة للغاية».

## الاستقبال
كان رد فعل المعجبين الأولي مختلطًا مع اتهام البعض بأنهم اضافوا شخصية سيفن من اجل جذب المزيد من الجمهور الذكوري من عمر 18 إلى عمر 35، وهو ما نفاه براغا Braga. انتقد الكاتب / المنتج المتمرس في ستار تريك رونالد دي مور Ronald D. Moore ملابس الشخصية، والعديد من البدلات ذات الشكل المناسب مع خطوط الأضلاع المميزة والرقبة الشديدة، والتي شعرت أنها يجب أن يكون لها مظهر أكثر شبهاً بالبروغ. أزعج مظهرها أيضًا بعض الذين شعروا أنها كانت محاولة من قبل صانعي العرض لجعلها جذابة جنسيًا لبعض المشاهدين، دون أي أغراض تتعلق بالقصة. فوجئت رايان برد فعل المعجبين الفوري على الإنترنت، حيث كان هناك موقع ويب كامل مخصص لها أنشأ بعد ستة أيام فقط.
قالت ضياء الدين سردار Ziauddin Sardar في مجلة نيو ستايتمان New Statesman أن ظهورها على Voyager «أعاد محرك الالتواء» إلى العرض ، مما أدى إلى «ملاحظة انتصار» في بداية الموسم التالي. وفي الوقت نفسه، كتب إيان سبيلنج في مجلة Starlog في عام 1998 أن تقديم سيفن Seven كان «مجرد ركلة في الكويكب التي تحتاجها Voyager.» من اختيارها  Meanwhile, Ian Spelling writing in Starlog magazine in 1998 said that the introduction of Seven was "just the kick in the asteroid that Voyager needed.".
قال روب أوين من شيكاغو صن تايمز إن غالبية طاقم فوييجر كانوا «يفتقرون إلى العمق» باستثناء سيفن Seven، الطبيب والكابتن جانواي Janeway. بحلول نهاية السلسلة، وصفت سيفن Seven بأنها «أكثر أعضاء فريق التمثيل سحراً» و «أول قنبلة تريك أصيلة منذ Uhura» من قبل فرانك آرينز في واشنطن بوست.
في عام 2016، صنفت شخصية سيفن اوف ناين Seven of Nine في موقع Screen Rant في المرتبة العاشرة كأفضل شخصية في Star Trek بشكل عام كما قدمت في التلفزيون والسينما. يسلطون الضوء على التعافي البطيء للشخصية بعد أن وقع ضحية لـ Borg ref name="auto">"The 20 Best Characters In Star Trek History". Screen Rant (بالإنجليزية الأمريكية). 19 Nov 2016. Archived from the original on 2023-01-25. Retrieved 2019-03-20.</ref> They highlight the character's slow recovery after being victimized by the Borg.
في عام 2009، صنفت IGN سيفن اوف ناين Seven of Nine كأفضل شخصية رقم 12 في Star Trek بشكل عام. في عام 2012، صنفت مجلة Paste Seven of Nine على أنها خامس أفضل شخصية من بين جميع عروض Star Trek التلفزيونية الحية حتى ذلك الوقت. صنفت Askmen.com في المرتبة السابعة من تسعة من سلسلة Star Trek: Voyager باعتبارها رابع أكثر امرأة جاذبية من نوع الخيال العلمي بما في ذلك السينما والتلفزيون. في عام 2011، صُنفت سيفن اوف ناين Seven of Nine التي لعبت دورها جيري رايان في المرتبة الثانية من حيث جاذبية المرأة في تلفزيون الخيال العلمي.
في عام 2017، صنفت شخصية سيفن اوف ناين Seven of Nine في المرتبة الرابعة بين أكثر الأشخاص جاذبية في عالم Star Trek من قبل موقع Screen Rant. في نفس العام، صنفت CBR سيفن اوف ناين Seven of Nine على أنها الشخصية الأنثوية الـ15 الأكثر ضراوة في عالم Star Trek 
.
في عام 2018، صنفت CBR جيري رايان، التي تلعب دور سيفن اوف ناين Seven of Nine، في المرتبة 14 كأفضل ممثل في سلسلة ستار تريك 
.
في عام 2019، صنف سيفن اوف ناين Seven of Nine في المرتبة الرابعة من حيث جاذبية شخصية Star Trek بواسطة SyFy.

### الموضوع
أظهرت الحلقات الأولية التي أعقبت تقديم سيفن اوف ناين Seven of Nine أن الكابتن جانواي Janeway تعكس تصرفات عائلة بورغ عندما رفضت طلب سيفن Seven بالعودة إلى المجموعة. كما اقترح سيناريو خطف سيفن Seven ليكون سيناريو «الحب القاسي» حيث أخذت جانواي Janeway مكان والدة سيفن Seven، بينما انتحل الطبيب دور والدها. كانت هذه العلاقة الأسرية الجديدة هي التي تسببت فيما بعد في تعديل ملكة البروغ لتعديل تكتيكاتها لإعادة استيعاب سيفن Seven في حلقة «الحدود المظلمة»، من خلال محاكاة العلاقة بين الأم وابنتها. قورنت علاقة Doctor وSeven وJaneway أيضًا بعلاقة Pygmalion التي أظهرت Galatea إلى Venus بالطريقة التي أعاد بها الطبيب إضفاء الطابع الإنساني على سيفن Seven خلال أحداث "The Gift".
استقبلت سيفن Seven كواحدة من شخصيات Voyager التي لعبت دورًا يشبه Spock ، جنبًا إلى جنب مع Tuvok ، بمظهرها «الشقراء القنبلة» المتوازن من خلال «الذكاء والجرأة والعقلانية وعدم الاهتمام بالجنس».
كما شُكك في النشاط الجنسي للشخصية بعد تقديمها. قامت الشخصية ببناء قاعدة جماهيرية بين مجتمع LGBT مما أدى إلى تقديم عريضة عبر الإنترنت للكشف عنها على أنها مثلية. أشير في The Scotsman إلى أن المسلسل تجنب أي «نص فرعي مثلي» بين سيفن Seven و Janeway لأن المسلسل كان من المفترض أن يُنظر إليه على أنه «صديق للعائلة». النهج الذي اتبعه هاري كيم في مرحلة ما، والذي اقترحت عليه أن ينزع ملابسه من أجل «الجماع»، اقترح على أنه بسبب فضولها حول ممارسات التزاوج البشري بدلاً من أي شعور تقليدي بالانجذاب. كان لإدخال سيفن Seven في السلسلة تأثيرات لاحقة على سلسلة Star Trek: Enterprise، حيث أن توفل T'Pol (لعبت من قبل Jolene Blalock) كان مبنيًا على مزيج من الشخصيات السبعة و Spock الأصلي لليونارد نيموي.
لقد قارن العديد من الكتاب جهود سيفن Seven للعودة إلى الحياة الطبيعية بإلغاء برمجة أعضاء الطوائف السابقين.

### الجوائز والترشيحات
رشحت الممثلة جيري رايان في ثلاث مناسبات في حفل جوائز ساتورن لتصوير فيلم Seven of Nine، وفازت في عام 2001 لأفضل ممثلة مساعدة على التلفزيون.
كما حصلت على جائزة القمر الصناعي لأفضل ممثلة - مسلسل درامي عام 1999.

## روابط خارجية
- Seven of Nine at Memory Alpha (a Star Trek wiki)
- Seven of Nine at Startrek.com